# Aeroporto di Kiev-Boryspil'
L'Aeroporto di Kiev-Boryspil' (IATA: KBP, ICAO: UKBB) conosciuto anche come Aeroporto Internazionale Boryspil' è un aeroporto civile internazionale situato vicino alla città di Boryspil', 29 km ad est di Kiev. L'aeroporto Boryspil' è il principale aeroporto dell'Ucraina: da qui parte e arriva la maggior parte dei voli internazionali da e per il paese. Quello di Boryspil' è anche lo scalo aeroportuale principale di Kiev, seguito dall'aeroporto di Kiev Zuljani. L'aeroporto Internazionale Boryspil' fa parte dell'Airport Council International.

## Storia
Il 22 giugno 1959 il Consiglio dei ministri della RSS Ucraina decise l'istituzione di voli civili regolari nell'allora aeroporto militare vicino Boryspil.
Il 7 luglio 1959, al nuovo aeroporto denominato Kiev-Centralnyj (in italiano: Aeroporto di Kiev-Centrale), atterrò il primo volo civile ufficiale. Si trattava di un Tupolev Tu-104 della Aeroflot proveniente da Mosca, con a bordo 100 passeggeri e un carico di 1.600 kg. Le prime rotte attivate furono la Mosca-Kiev-Mosca e la Leningrado-Kiev-Leningrado; negli anni successivi vennero attivate altre rotte ma sempre verso città dell'Unione Sovietica.
Nel novembre 1960 una prima flotta costituita da Tu-104 e Antonov An-10 venne assegnata stabilmente all'aeroporto. Un nuovo Terminal Passeggeri venne aperto nel 1965 e nello stesso anno venne installato un primo sistema di assistenza per l'atterraggio strumentale (ILS).
Nel 1963 l'Amministrazione Territoriale Ucraina dell'Aviazione Civile inaugurò una sede comprendente l'aeroporto e la flotta; questa crebbe notevolmente fra gli anni 60 e 70. Nel 1974 consisteva di quattro flotte di aerei a turboventola (del tipo Tu-104, Tu-134, Tu-154) e due flotte di aerei a turboelica (Ilyushin Il-18).
Durante gli ultimi decenni della Guerra Fredda, l'Aeronautica Militare sovietica mantenne qui un suo distaccamento, l'1 VTAP (primo reggimento trasporto dell'aviazione militare) formato da jet cargo Ilyushin Il-76.
Solo negli anni ottanta l'aeroporto iniziò a ricevere un numero limitato di voli internazionali e vennero quindi costruite le infrastrutture per la dogana e i relativi controlli. Come è noto però i cittadini sovietici all'epoca non potevano espatriare, ma solamente viaggiare verso gli aeroporti di Mosca.
Nel 1993 il Ministro dei Trasporti della neo-indipendente Ucraina riorganizzò l'aeroporto come Aeroporto Internazionale di Stato Boryspil e creò una sede locale della compagnia aerea di bandiera Air Ukraine. L'aeroporto venne quindi aperto a tutti i voli ed a tutti i passeggeri. Da allora il numero di voli e di passeggeri è sempre aumentato.
Nei primi anni dal 2000 Boryspil' è diventato uno hub essendo attrezzato anche per voli in transito di compagnie straniere. La politica di sviluppo dell'aeroporto mira ad accentuare sempre più questo ruolo poiché la domanda per i voli nazionali cresce poco rispetto alle potenzialità del traffico internazionale di passaggio.
Nel 2002 l'aeroporto ha ottenuto la certificazione ISO 9001 per la qualità della gestione aziendale.
Ad oggi l'aeroporto è uno dei più grandi dell'Europa orientale con più di otto milioni di passeggeri l'anno e più del 60% di tutto il traffico commerciale ucraino.
Il 28 maggio 2012 è stato inaugurato il Terminal D dell'aeroporto Boryspil'.

## Sviluppo
L'aeroporto internazionale di Boryspil gestisce la maggior parte del traffico internazionale ucraino. Il Terminal KBP-B aveva solo undici punti d'imbarco di cui due a passerella e non era sufficiente a gestire tutto il traffico internazionale dell'aeroporto. Per questo nel 2005 sono iniziati i lavori per l'ingrandimento del terminal, la cui prima fase si è conclusa nel 2006.
Esistono diversi progetti di ulteriore espansione con la costruzione di nuovi terminal. Il governo ha contattato i proprietari dei terreni circostanti per acquistarli in vista dell'espansione dell'aeroporto. La costruzione del Terminal KBP-D è stata approvata nella primavera 2008 e dovrebbe essere completata entro il 2011. Avrà una capacità di 1.500 passeggeri per ora e coprirà una superficie di 44,9 ettari. Dal 1º novembre 2010 è in funzione il nuovo Terminal F, e fra il 2012 e il 2014 è prevista la realizzazione di una nuova pista. Entro il 2020, se tutti i piani procedono, l'aeroporto dovrebbe avere una capacità di 18 milioni di passeggeri all'anno. Saranno anche aperti due nuovi hotel: un hotel Hilton nel 2008 e un hotel Radisson nel tardo 2009.

## Struttura

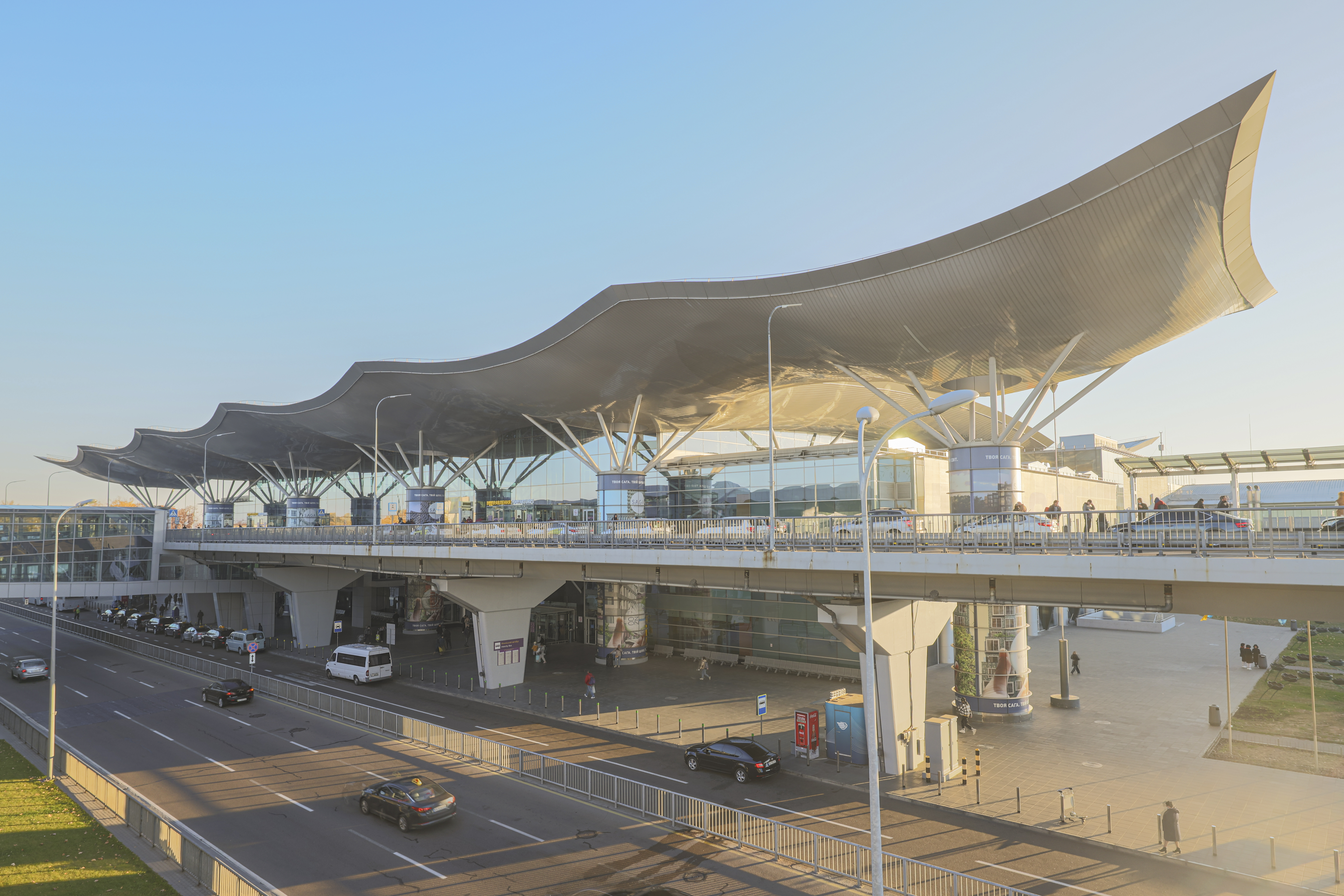
Terminal KBP-D dell'aeroporto Boryspil'.

L'aeroporto ha tre terminal operativi:
1. Terminal KBP-B - Voli Nazionali/Internazionali (accorpati fino al completamento del terminal D)
2. Terminal KBP-C - Terminal per i passeggeri VIP
3. Terminal KBP-F - la base della compagnia aerea di bandiera Ukraine International Airlines
4. Terminal KBP-D - la base delle compagnie aeree low-cost e delle compagnie aeree charter

In aggiunta è pianificato un quinto terminal:
1. Terminal KBP-E, che con una capacità di 2.000 passeggeri all'ora dovrebbe entrare in funzione nel 2015.

Lo storico Terminal A, dedicato ai voli nazionali, è stato chiuso il 15 settembre 2011 ed è in fase di ricostruzione.

## Statistiche

### Numero dei passeggeri
Questo grafico non è disponibile a causa di un problema tecnico.
Si prega di non rimuoverlo.
Vedi la query Wikidata di origine.

## Compagnie aeree storiche
- Ukraine International Airlines
- Turkish Airlines